# Tübingen Hawks
Tübingen Hawks ist ein Baseball- und Softball-Verein aus Tübingen.

## Gründung
Die Gründung des Vereins geht auf eine Projektwoche an der Geschwister-Scholl-Schule Tübingen zurück. Auf der Gründungsversammlung wurde Jan van den Berg zum 1. Vorsitzenden gewählt.

## Baseball
Die erste Mannschaft der Hawks spielt aktuell (Saison 2023) in der 2. Baseball-Bundesliga.

## Softball
Die erste Softballmannschaft spielte 2019 in der Softball-Bundesliga.

## Größte Erfolge

### Männer
- Aufstieg in die 1. Baseball-Bundesliga (1996, 2005, 2012, 2019)
- Baden-württembergischer Pokalsieger (1991, 1999)

### Frauen
- Aufstieg in die 1. Softball-Bundesliga (1998, 2018)